# Jill Esmond
Pour les articles homonymes, voir Esmond.
Jill Esmond (Moore) est une actrice britannique, née le 26 janvier 1908 à Londres (Angleterre), morte le 28 juillet 1990 à Wimbledon (Grand Londres, Angleterre).

## Biographie
Fille des acteurs Henry V. Esmond (en) (1869-1922, également dramaturge) et Eva Moore (1870-1955), Jill Esmond est naturellement portée comme eux vers le théâtre, où elle débute dans Peter Pan à Londres en 1922. Au début des années 1920, elle étudie à la Royal Academy of Dramatic Art de Londres. À la fin de ces mêmes années, elle rencontre sur les planches Laurence Olivier qu'elle épouse en 1930, mais dont elle divorcera en 1940, lorsque celui-ci se lie à Vivien Leigh. Elle joue également à Broadway, dans quatre pièces de théâtre (dont deux avec son époux), entre 1929 et 1942, la dernière fois aux côtés d'un jeune débutant nommé Gregory Peck (qu'elle retrouvera au cinéma en 1954, dans Les Gens de la nuit).
Au cinéma, elle participe à vingt-sept productions entre 1930 et 1955, alternant les films britanniques (le premier en 1930, le deuxième pour Alfred Hitchcock en 1931) et américains (le premier pour Hollywood en 1932, son dernier film en 1955 étant également américain).
Elle apparaît aussi à la télévision britannique, la première fois dans deux téléfilms en 1939 et plus tard dans deux séries, entre 1950 et 1956 (année de sa dernière prestation sur un écran).

## Filmographie complète

### au cinéma
- 1930 : The Chinese Bungalow d'Arthur Barnes et J.B. Williams
- 1931 : The Skin Game d'Alfred Hitchcock
- 1931 : The Eternal Feminine d'Arthur Varney
- 1931 : Once a Lady de Guthrie McClintic
- 1932 : Ladies of the Jury de Lowell Sherman
- 1932 : State's Attorney (en) de George Archainbaud
- 1932 : Is My Face Red? (en) de William A. Seiter
- 1932 : Hypnose (Thirteen Women) de George Archainbaud
- 1933 : F.P.1 de Karl Hartl
- 1933 : No Funny Business de Victor Hanbury et John Stafford
- 1942 : On the Sunny Side de Harold D. Schuster
- 1942 : Âmes rebelles (This Above All) d'Anatole Litvak
- 1942 : L'Escadrille des aigles (Eagle Squadron) d'Arthur Lubin
- 1942 : The Pied Piper d'Irving Pichel
- 1942 : Journey for Margaret de W. S. Van Dyke
- 1942 : Prisonniers du passé (Random Harvest) de Mervyn LeRoy
- 1944 : Les Blanches Falaises de Douvres (The White Cliffs of Dover) de Clarence Brown
- 1944 : Casanova le petit (Casanova Brown) de Sam Wood
- 1944 : Mon ami le loup (My Pal Wolf) d'Alfred L. Werker
- 1946 : Le Fils de Robin des Bois (The Bandit of Sherwood Forest) de Henry Levin et George Sherman
- 1946 : La Perle noire (Bedelia) de Lance Comfort
- 1948 : L'Évadé de Dartmoor (Escape) de Joseph L. Mankiewicz
- 1951 : Private Information de Fergus McDonell
- 1954 : Les Gens de la nuit (Night People) de Nunnally Johnson
- 1955 : Au service des hommes (A Man called Peter) de Henry Koster

### à la télévision
- 1939 : On the Spot, téléfilm (en 2 versions, la 1re en 1938) produit par la BBC (réalisateur non mentionné)
- 1939 : Prison without Bars, téléfilm produit par la BBC (réalisateur non mentionné)
- 1950-1955 : série BBC Sunday Night Theatre, 3 épisodes
- 1955-1956 : série Robin des Bois (The Adventures of Robin Hood), 2 épisodes

## Théâtre (sélection de pièces)

### en Angleterre
(à Londres, sauf mention contraire)
- 1922-1925 : Peter Pan de J. M. Barrie, avec Gladys Cooper, Ian Hunter
- 1934-1935 : Ringmaster de Keith Winter, mise en scène par Raymond Massey, avec Cathleen Nesbitt, Laurence Olivier, Nigel Patrick, Dame May Whitty (à Birmingham)
- 1936-1937 : La Nuit des rois ou Ce que vous voudrez (Twelfth Night ou What you will) de William Shakespeare, avec John Abbott, Leo Genn, Michael Gough, Alec Guinness, Laurence Olivier, Jessica Tandy
- 1938-1939 : We are the Crossroads d'Adrianne Allen, avec John Mills

### à Broadway
- 1929-1930 : Bird in Hand de John Drinkwater (également metteur en scène)
- 1931 : Privates Lives de Noel Coward (également metteur en scène et interprète), avec Gertrude Lawrence, Laurence Olivier
- 1933-1934 : The Green Bay Tree de Mordaunt Shairp, avec Leo G. Carroll, Laurence Olivier
- 1942 : The Morning Star d'Emlyn Williams, avec Wendy Barrie, Gladys Cooper, Gregory Peck, Rhys Williams